# 假面騎士OOO WONDERFUL 將軍與21枚核心硬幣
《劇場版 假面騎士OOO WONDERFUL 將軍與21枚核心硬幣》（日语：劇場版 仮面ライダーオーズ ワンダフル 将軍とニィジュウイチのコアメダル），是日本特攝節目《假面騎士OOO》的獨立劇場版。日本於2011年8月6日2D與3D上映。
此外《超級戰隊系列》作品《海賊戰隊豪快者》劇場版《海賊戰隊豪快者 The Movie 飛天幽靈船》亦同步上映。

## 本作特色
- 本作繼《OOO·電王·All Riders Let's Go 假面騎士》後，第二部紀念《假面騎士系列》誕生40週年的劇場版作品[1]。
- 本作繼前作《假面騎士W Forever A至Z/命運的Gaia Memory》後，為第二部有3D製作版本的《假面騎士系列》劇場版作品。
- 本作繼《劇場版 假面騎士響鬼 響鬼與七人的戰鬼》後，為第二部加入時代劇元素的《假面騎士系列》劇場版作品。
- 本作為首部沒有反派騎士登場《假面騎士系列》獨立劇場版作品。
- 朝日電視台所播出的時代劇《暴坊將軍》，由松平健演出的主角德川吉宗亦在本作中進行共演。
- 下部系列作亦作為《假面騎士系列》誕生40週年紀念作《假面騎士Fourze》中的同名主角騎士在本作中先行登場。
- 本作的時間點位於《假面騎士OOO》本篇第46-47話之間。

## 故事概要
鴻上光生聯同旗下研究團隊到達德國圖林根叢林深處，為得到傳說中「失落的硬幣」而解開800年前製造核心硬幣的鍊金術士遺跡的封印。
沉睡的鍊金術士Gala因此而復活，把整片封印之地轉移至日本和奪走火野映司及Greeed等人的核心硬幣，並宣言終結這個世界，成為新世界的王 － 真正的OOO。

## 登場人物

### 《假面騎士OOO》原登場人物
火野映司（ひの・えいじ）（渡部秀飾）
假面騎士OOO與假面騎士Birth的變身者。
故事開始時被Gala奪去核心硬幣，因剩下兩枚以致無法變身。
與眾人考究事件來龍去脈期間卻連同身處的地方被轉送至800年前江戶時代，當代的居民因見一眾來路不明的現代人而起衝突。
正在設法調停雙方之際被Gala派出的鵺Yummy襲擊，利用伊達遺下的變身系統變成假面騎士Birth戰鬥。
一名自稱德田新之助的人因就見他護救民眾之舉而決定幫助出面調解，二人在此惺惺相惜。
取得Ankh手上唯一一枚的核心硬幣後再次變身成OOO對戰鵺Yummy及其率領的一眾騎士兵，途中得到德田（德川吉宗）幫助並獲得COBRA（蛇）、KAME（龜）及WANI（鱷魚）三枚核心硬幣變身爬蟲系聯組而成功消滅鵺Yummy。
回到現在後得到假面騎士Fourze的幫助合力撃退Gala，但冷不防被偷襲而失去體內三枚恐龍系核心硬幣。
最後與成功集合21枚核心硬幣力量變成巨龍般的Gala決戰，得到Greeed一眾借出核心硬幣後，利用昆蟲系聯組的分身各自變成不同的聯組，與Birth合力消滅Gala。
Ankh（アンク）（三浦涼介飾）
協助映司的Greeed鳥系怪人。
與映司一同被送至江戶時代。
核心硬幣分別被Gala和鵺Yummy奪走後，只殘留一枚意識用的核心硬幣，但仍然決定借出給映司變身成為OOO作戰。
泉比奈（いずみ・ひな）（高田穗飾）
事件中與映司一同被送至江戶時代。鵺Yummy來襲之際發現伊達遺留的鐵桶及變身系統而助映司變成Birth戰鬥。
伊達明（だて・あきら）（岩永洋昭飾）
假面騎士Birth的變身者。
因盛載普通硬幣的鐵桶與映司共同轉送至過去而無法變身Birth，以血肉之軀與後藤承受風險的利用Birth Buster發動「CELL Burst」及CLAWS·Sasori，破壞Gala本營城外佈下的結界。
後藤慎太郎（ごとう・しんたろう）（君嶋麻耶飾）
伊達明的支援者。
與映司失散後和伊達共同行動並分析破壞Gala本營城外結界的方法。
里中エリカ（さとなか・えりか）（有末麻祐子飾）
鴻上光生的秘書。
陪同鴻上前往德國圖林根的遺跡，卻因為Gala的復活而一同被監禁古城內。
鴻上光生（こうがみ・こうせい）（宇梶剛士飾）
鴻上基金會會長。
為了傳說中封印的「失落的硬幣」而率領團隊前往德國圖林根的遺跡。打開封印令Gala復活而被監禁古城內。
Gala說出他是繼承將其毀滅之人的血統，得知他是800年前的王 － 初代OOO的後人。
白石知世子（しらいし・ちよこ）（甲斐まり惠飾）
多國料理店的店長。
連店舖一同被送至江戶時代，反而沒有深究怎麼一回事去繼續營業。
真木清人（まき・きよと）（神尾佑飾）
前鴻上生體研究所的會長，現時與Greeed組織一起。
強調自己與Gala終結世界的理念完全是兩碼子的事。
Uva（ウヴァ）（山田悠介飾）
Greeed昆蟲系怪人。現時與真木組織一起。
為被Gala奪去核心硬幣的事而被迫靜觀其變，故事結尾借出核心硬幣給OOO去消滅Gala。
Kazari（カザリ）（橋本汰斗飾）
Greeed貓系怪人。現時與真木組織一起。
為被Gala奪去核心硬幣的事而被迫靜觀其變，故事結尾借出核心硬幣給OOO去消滅Gala。
Gamel（ガメル）（松本博之飾）
Greeed重力系怪人。現時與真木組織一起。
為被Gala奪去核心硬幣的事而被迫靜觀其變，故事結尾借出核心硬幣給OOO去消滅Gala。
Mezool（メズール）（矢作穗香飾）
Greeed水棲系怪人。現時與真木組織一起。
為被Gala奪去核心硬幣的事而被迫靜觀其變，故事結尾借出核心硬幣給OOO去消滅Gala。

### 本作登場人物
Gala（ガラ）（酒井美紀飾）
800年前製造核心硬幣的其中一名鍊金術士。
被解開封印後復活，利用若葉五月的身體作憑依。
宣言終結這個世界而成為新世界的王，進行著回收核心硬幣的行動。
被OOO與Fourze重創後，利用收集的21枚核心硬幣啟動「失落的硬幣」裝置而變身成巨大化龍型怪物，最後被OOO聯組8人與Birth共同消滅。
Bell（ベル）（荻野可鈴飾）
Gala製造出的使魔，複數分身的小丑裝扮少女。
德川吉宗（とくがわ・よしむね）（松平健飾）
江戶幕府第八代將軍。
以貧窮旗本三男德田新之助的身份行走市井。
因為映司作出保護民眾的舉動而決定出面幫助平息混亂。
眼見用作變身用的硬幣後，回想起收藏的貢品中有著相同的事物，於是把三枚爬蟲系核心硬幣交給映司，令OOO變身爬蟲系聯組消滅鵺Yummy。
若葉駿（わかば・しゅん）（根岸泰樹飾）
因追尋被Gala憑依母親若葉五月而遇上映司一行人。
同樣與映司一同被送至江戶時代。
若葉五月（わかば・さつき）（酒井美紀飾）
若葉駿的母親，Gala復活途中身體被憑依。
OOO首次與Gala戰鬥中成功被救出。

### 《假面騎士Fourze》
如月弦太朗（きさらぎ・げんたろう）（福士蒼汰飾）
假面騎士Fourze變身者，天之川學園高中的2年級生。
OOO與Gala對戰期間以變身後的姿態並從天而降登場。
揚言要和所有假面騎士成為朋友。
與OOO聯手使出Rider Swing-by擊退Gala。
城島悠木（じょうじま・ユウキ）（清水富美加飾）
天之川學園高中的2年級生，弦太朗的青梅竹馬。
假面騎士Fourze與Gala對戰途中在Radar顯示屏中登場並進行通訊。

## 本作限定登場假面騎士/形態
| 型態名稱                           | 簡介                                                                                                  | 外觀                                              | 能力 |
| BuraKaWani COMBO 蛇龜鱷 爬蟲系聯組 | 原文： 利用「COBURA（眼镜蛇）」核心硬幣、「KAME（乌龟）」核心硬幣與「WANI（鳄鱼）」核心硬幣變身的形態 | 頭部—棕色； 手臂—泥黃色； 腿部—銅色； 眼睛—紫色。 | 音效為：BuraKaWani！（「ブラカーワニ！」） 這3枚核心幣不能兼容其他的核心幣，只能使用其Combo形態。 複眼是紫色，感知力優秀，可以目視紅外線和熱能感知，能在黑暗和視野不良的環境下也能探知。使用偶然跌下來的笛來吹奏，使用頭巾包裹著的蛇實體化操縱作出攻擊。 防禦力優秀，兩手前腕附有龜的甲殼狀的盾牌，單論防禦力是Combo形態中最強，兩腕的盾牌組合一起能產生強力的能量盾。 可以在地面上滑行移動可能，鋸齒狀的腳能增大能量輸出，使踢擊時產生出鱷魚的頭部撕裂敵人。 固有能力是再生能力，流遍全身的生物強化物質使到受到傷害一瞬間便可以完全恢復，對熱、毒和電擊的耐性十分高。 必殺技為在地面上滑行，穿過三個O同時對敵手施展雙腳交叉踢夾斷敵人。 |

- 假面騎士Birth（替身演員：高岩成二、永德）

本作中火野映司首次變身成為假面騎士Birth作戰。
- 假面騎士Fourze（替身演員：高岩成二）
  - Base States

假面騎士系列作品之中首次在本作登場。
利用Rocket使出Rider Rocket Punch和利用Magic-hand挾著OOO回轉使出Rider Swing-by而擊退Gala。

## 登場怪人
- 騎士兵

由普通硬幣製造出的怪人雜兵。
- 鵺Yummy

Gala製造出的Yummy，被派去江戶時代襲擊並奪去Ankh兩枚核心硬幣。最後被OOO爬蟲系聯組撃敗。
- Gala怪人形態

利用大量普通硬幣覆蓋變身的戰鬥形態，被OOO與Fourze使出的Rider Swing-by重創。
- Gala怪物形態

利用收集的21枚核心硬幣啟動「失落的硬幣」裝置而變身成巨大化龍型怪物，最後被OOO聯組8人與Birth共同消滅。
- Uva
- Kazari
- Gamel
- Mezuru

為被Gala奪去核心硬幣的事而被迫靜觀其變，故事結尾借出核心硬幣給OOO去消滅Gala。

## 其他相關放映

### 網路電影
『網路版 - 假面騎士OOO ALLSTARS 21名主角與核心硬幣』，是2011年7月16日東映特撮BB的テレ朝動画的付費配信，也可以說是電影本篇外所附帶的特別番外篇。

#### 網路版登場角色
- 火野映司 / 假面騎士OOO - 渡部秀 飾/聲
- Ankh - 三浦涼介 飾
- 泉比奈 - 高田穗 飾
- 伊達明 / 假面騎士Birth - 岩永洋昭 飾/聲
- 後藤慎太郎 / 假面騎士Birth - 君嶋麻耶 飾/聲
- 里中エリカ - 有末麻祐子 飾
- Bell - 荻野可鈴 飾
- 真木清人 - 神尾佑 飾
- 鴻上光生 - 宇梶剛士 飾
- 白石知世子 - 甲斐まり恵 飾
- Uva - 山田悠介 飾/聲
- Kazari - 橋本汰斗 飾/聲
- Gamel - 松本博之 飾/聲

#### 網路版聲音演出
- Mezuru - 尤加奈 聲
- 標題 - 串田晃 聲

#### 網路版Staff
- 原作 - 石之森章太郎
- 導演 - 石田秀範（日语：石田秀範）
- 編劇 - 毛利亘宏、山邊浩一、武部直美、高橋一浩

#### 網路版各話標題
| 話數 | FILE           | 標題 | 中文                     | 配信日期      |
| ---- | -------------- | ---- | ------------------------ | ------------- |
| 1    | FILE TAKA      |      | Ankh喜愛角色扮演?        | 2011年7月8日  |
| 2    | FILE KUJAKU    |      | 最強里中                 | 2011年7月8日  |
| 3    | FILE CONDOR    |      | 鳥系聯組服務生的受難     | 2011年7月8日  |
| 4    | FILE PTERA     |      | 映司哥哥和你玩           | 2011年7月8日  |
| 5    | FILE TRICERA   |      | 與真木體驗小清           | 2011年7月8日  |
| 6    | FILE TYRANNO   |      | QUIZ 恐龍系聯組的亞種是? | 2011年7月8日  |
| 7    | FILE 特別編(1) |      | 亞種一百一十九 OOO馬拉松 | 2011年7月8日  |
| 8    | FILE KUWAGATA  |      | Uva的煩惱 提升好感度     | 2011年7月15日 |
| 9    | FILE KAMAKIRI  |      | Birth伊達、今日我是店長! | 2011年7月15日 |
| 10   | FILE BATTA     |      | 昆蟲系聯組的憂鬱         | 2011年7月15日 |
| 11   | FILE LION      |      | Kazari不喜歡打這份工嗎?  | 2011年7月22日 |
| 12   | FILE TORA      |      | 鷹虎蝗為何會是聯組       | 2011年7月22日 |
| 13   | FILE CHEETAH   |      | QUIZ 貓系聯組的美腿      | 2011年7月22日 |
| 14   | FILE SYACHI    |      | Mezuru的結局?            | 2011年7月29日 |
| 15   | FILE UNAGI     |      | 與後藤體驗約會           | 2011年7月29日 |
| 16   | FILE TAKO      |      | QUIZ 水棲系聯組時睡著    | 2011年7月29日 |
| 17   | FILE COBRA     |      | 與鴻上會長體驗入職禮     | 2011年8月5日  |
| 18   | FILE KAME      |      | 知世子的煩惱 頭疼的店員  | 2011年8月5日  |
| 19   | FILE WANI      |      | 電影限定聯組 BraKaWani!  | 2011年8月5日  |
| 20   | FILE SAI       |      | Gamel的煩惱 戀愛作戰     | 2011年8月5日  |
| 21   | FILE GORILLA   |      | 與比奈體驗動物園         | 2011年8月5日  |
| 22   | FILE ZOU       |      | QUIZ 重力系聯組中作弊    | 2011年8月5日  |
| 23   | FILE 特別編(2) |      | Fourze Switch的誘惑      | 2011年8月12日 |

## 曲目

### 主題曲
「手をつなごう〜マツケン×仮面ライダーサンバ〜」
- 演唱： 松平健 feat.映司 & Ankh（CV：渡部秀・三浦涼介）
- 作詞：藤林聖子
- 作／編曲：鳴瀬シュウヘイ（日语：鳴瀬シュウヘイ）

### 插曲
「Anything Goes!」
- 演唱：大黑摩季
- 作詞：藤林聖子
- 作曲：tatsuo（日语：everset）
- 編曲：tatsuo（日语：everset）、中川幸太郎

## Staff
- 原作 - 石之森章太郎
- 監製 - 小野寺章
- 製片 - 武部直美（日语：武部直美）・高橋一浩（東映）、本井健吾（tv asahi）
- 導演 - 柴崎貴行（日语：柴崎貴行）
- 編劇 - 小林靖子
- 配樂 - 中川幸太郎
- 攝影 - 倉田幸治
- 特攝導演 - 佛田洋（日语：佛田洋）
- 動作導演 - 宮崎剛（日语：宮崎剛 (俳優)）
- 《假面騎士Fourze》製作協力 - 塚田英明（日语：塚田英明）
- 《假面騎士Fourze》演出協力 - 坂本浩一
- 製作公司 - 東映TV・Production
- 發行 - 東映
- 製作 - 劇場版「OOO・Gokaiger」製作委員會

## 演員
- 火野映司 / 假面騎士OOO / 假面騎士Birth - 渡部秀 飾/聲
- Ankh / 泉信吾 - 三浦涼介 飾/聲
- 泉比奈 - 高田穗 飾
- 伊達明 / 假面騎士Birth - 岩永洋昭 飾/聲
- 後藤慎太郎 - 君嶋麻耶 飾
- 里中エリカ - 有末麻祐子 飾
- 白石知世子 - 甲斐まり惠 飾
- 鴻上光生 - 宇梶剛士 飾
- 德川吉宗 - 松平健 飾
- 若葉駿 - 根岸泰樹 飾
- Gala / 若葉五月 - 酒井美紀 飾
- Bell - 荻野可鈴 飾
- 真木清人 - 神尾佑 飾
- Uva - 山田悠介 飾/聲
- Kazari - 橋本汰斗 飾/聲
- Gamel - 松本博之 飾/聲
- Mezuru - 未來穗香 飾
- Rocker - 唐橋充（日语：唐橋充） 飾
- 假面騎士GIRLS
- 福本清三
- 如月弦太朗 / 假面騎士Fourze - 福士蒼汰 飾/聲 (特別出演)
- 城島ユウキ - 清水富美加 飾 (特別出演)

## 外部連結
- 官方網站
- 東映網站

1. ↑  . シネマトゥデイ.   [2019-12-18]. （原始内容存档于2021-11-09）.